# Tônio Caetano
Tônio Caetano (Porto Alegre, 1982) é um escritor e contista brasileiro.

## Biografia
Natural de Porto Alegre no Rio Grande do Sul, Tônio Caetano é especialista formado pela Pontifícia Universidade Católica do Rio Grande do Sul em Literatura Brasileira.
O gosto pela leitura vem desde sua infância. Tônio conta que um dos seus livros favoritos é o Diana Caçadora, de Márcia Denser, sendo uma inspiração para a publicação do livro Terra nos cabelos.
Ao longo de sua carreira participou de diversas antologias literárias, tendo publicado vários livros abordando temáticas do gênero conto.
Com sua recente obra Terra nos cabelos foi agraciado com o Prêmio Sesc de Literatura vencendo em primeiro lugar na categoria livro de conto brasileiro em 2020.

## Prêmios e condecorações
- Prêmio Sesc de Literatura na categoria contos.[1][10]